# سعيد التل
سعيد مصطفى وهبي صالح المصطفى التل (1934-) أكاديمي أردني ومن السياسيين المخضرمين المعاصرين لنشأة الدولة الأردنية. ولد في مدينة إربد في الأردن. ينتمي إلى عائلة التل التي تقلد أفرادها مناصب قيادية في الدولة الأردنية. شغل منصب نائب رئيس الوزراء سابقا في المملكة الأردنية الهاشمية عام 1993، وكان عضوا في مجلس الأعيان الأردني بالإضافة إلى مناصب وزارية أخرى.
والده هو الشاعر مصطفى وهبي التل الملقب ب"عرار"، وشقيقه هو وصفي التل رئيس الوزراء الأسبق. وأمه منيفة إبراهيم بابان وهي من أصول كردية. ينتمي سعيد التل إلى عشيرة التل التي تقطن شمال الأردن وخصوصاً مدينة إربد والتي تعود بجذورها إلى الزيادنة، وهم من الأشراف قدموا من الحجاز ومنهم الأمير ظاهر العمر الزيداني الذي حكم عكا وحوران وشمال الأردن من عام 1730 وحتى عام 1805؛ ولكن الحكومة العثمانية[بحاجة لمصدر] قاتلتهم وامرت الجزار بإبادة الزيادنة من بلاد الشام خوفا من امتداد الإمارة الزيادنة واستقلالها، فتفرقوا في البلاد وأخذوا يغيرون أسماءهم تخفيا من الجزار وجيشه.

## الدراسة والعمل
حصل على شهادة الدراسة الثانوية عام 1951م، ثم نال شهادة الدراسة الثانوية المصرية عام 1953، أكمل تعليمه في جامعة عين شمس في مصر وحصل منها على درجة البكالوريوس في الرياضيات والتربية عام 1957م، ثم نال درجة الماجستير في التربية عام 1960، والدكتوراه في فلسفة التربية من جامعة بتسبرغ في الولايات المتحدة الأميركية عام 1963م.
عمل معلماً في مدارس إربد وفي دار المعلمين في بلدة حوارة، ثم مديراً لدار المعلمين في عمان عام (1951-1965)م، بعدها انتقل ليعمل مستشاراً ثقافياً في بيروت عام (1965-1969)م، ثم عَمِل أستاذاً جامعياً في الجامعة الأردنية من (1969-1972)م وعميداً لكلية التربية في الجامعة الأردنية من (1973-1980).
عين وزيراً للمواصلات عام (1978-1979)، وأصبح لاحقا وزيراً للإعلام في حكومة الشريف عبد الحميد شرف في 19 ديسيمبر 1979. شغل نفس المنصب أيضا في حكومة قاسم الريماوي في 3 يوليو 1980، وشغل منصب وزير التربية والتعليم في حكومة مضر بدران في 28 أغسطس 1980 وكان يتولى رئاسة المؤتمر العام الثاني والعشرون لليونسكو في نفس الفترة.
وفي عام 1989 عُين عضواً في مجلس الأعيان، وفي عام 1991 أصبح وزيراً للتعليم العالي.وفي 1 ديسيمبر 1993 شغل منصب نائب رئيس الوزراء ووزير التعليم العالي في تعديل وزاري جرى على حكومة عبد السلام المجالي، وهو من الأعضاء المؤسسين لمجمع اللغة العربية الأردني عام1976م.

## مسيرته المهنية
قام بتأسيس البريد الأردني عندما شغل منصب وزير المواصلات، وعَمِلَ على تأسيس مجلس التوجيه الوطني للإشراف على وسائل الإعلام عندما كان وزيراً للإعلام في حكومتي الشريف عبد الحميد شرف وقاسم الريماوي، كما قام بإطلاق اسم (بترا) على وكالة الأنباء الأردنية. عَمِل على تطبيق مبدأ اللامركزية في الإدارات التربوية، كما قام بإدخال مفهوم كليات المجتمع إلى النظام التربوي الأردني، ووضع امتحان شامل للطلبة الذين يكملون الدراسة منها خلال شغله منصب وزير التربية والتعليم في حكومة مضر بدران الثالثة. قام بتأسيس متحف الكتاب المدرسي والذي يعتبر الأول من نوعه في العالم كونه يضم نماذج متنوعة من المناهج التي اعتمدت سابقاً في المدارس الأردنية.
قام وبمشاركة مجموعة من أصدقائه بتأسيس جامعة عمان العربية للدراسات العليا وصار رئيساً لها، بالإضافة إلى عضوية مجلس أمناء الكلية العربية. وقام بإهداء مكتبته الخاصة والتي تحوي أصنافاً من الكتب القيمة كهدية منه إلى جامعة عمان العربية للدراسات العليا.

## الأوسمة والجوائز
نظراً لجهده الدؤوب وسعيه المتواصل من أجل تطوير وتنمية المواقع القيادية التي شغلها في الدولة الأردنية، فقد حصل على العديد من الأوسمة المهمة منها وسام الأرز اللبناني ووسام جوقة الشرف الفرنسي ووسام الكوكب الأردني من الدرجة الأولى ووسام التربية من درجة الامتياز.

## مؤلفاته
- قواعد التدريس في الجامعة.
- الأردن وفلسطين وجهة نظر عربية
- المرجع في مبادئ التربية.
- دور التربية السياسية في التربية الوطنية
- مناهج البحث العلمي
- الإحصاء في البحث العلمي
- سر المملكة العربية المتحدة